# 쑥고개로 (전주시)
쑥고개로(Ssukgogae-ro)는 전북특별자치도 전주시 완산구 용복동에서 효자동2가까지 이르는 전주시도로, 총 연장은 4.170km이다. 도로의 명칭이 유래된 것은 예로부터 이어져 온 고개 이름을 도로의 명칭으로 부여했기 때문이다. 그리고 국도 제1호선 및 국도 제21호선의 일부를 이룬다.

## 역사
- 2009년 8월 5일 : 도로명으로 쑥고개로를 고시

## 주요 경유지
- 완산구
  - 용복동 - 삼천동3가 - 효자동2가

## 접속하는 도로
직결하는 도로
- 선비로
- 용머리로

교차하는 도로
- 호남로
- 정여립로
- 천잠로
- 우전로
- 효천서로
- 홍산로
- 세내로
- 강변로

## 주요 건물 및 시설
- 전북통계청 (쑥고개로 160/삼천동3가 산63-17)
- 경환카센타 (쑥고개로 172/삼천동3가 285-17)
- 은일주유소 (쑥고개로 174/삼천동3가 285-5)
- 용범자동차공업사 (쑥고개로 190/삼천동3가 282-5)
- 호마주유소 (쑥고개로 198/삼천동3가 297-1)
- 금강자동차공업사 (쑥고개로 216/삼천동3가 3-1)
- 국립전주박물관 (쑥고개로 249/효자동2가 900)
- 전주역사박물관 (쑥고개로 259/효자동2가 921-3)
- 그린빌 (쑥고개로 272/효자동2가 759-15)
- 소망제일주유소 (쑥고개로 283/효자동2가 760-1)
- 세진빌딩 (쑥고개로 324/효자동2가 1359-1)
- 우림교회 (쑥고개로 326/효자동2가 341-10)
- 반디가스 전주점 (쑥고개로 330/효자동2가 1359)
- 비전타워 (쑥고개로 338/효자동2가 1358)
- 미르피아여성병원 (쑥고개로 343/효자동2가 1326-2)
- 메딕오토샵 (쑥고개로 367/효자동2가 363-8)
- 세차장로케트바떼리 (쑥고개로 368/효자동2가 366-13)
- 신흥주유소 (쑥고개로 369/효자동2가 363-4)
- Audi (쑥고개로 372/효자동2가 360-4)
- 현대자동차 (쑥고개로 376/효자동2가 362-2)
- 솔밭갈비 (쑥고개로 377/효자동2가 233-8)
- 동원순대집 (쑥고개로 391/효자동2가 202-1)
- 코끼리마트 (쑥고개로 395/효자동2가 203-5)
- 우전빅마트 (쑥고개로 397/효자동2가 220-1)
- 순복음넘치는교회 (쑥고개로 398/효자동2가 202-2)